# Georgi Stamenow

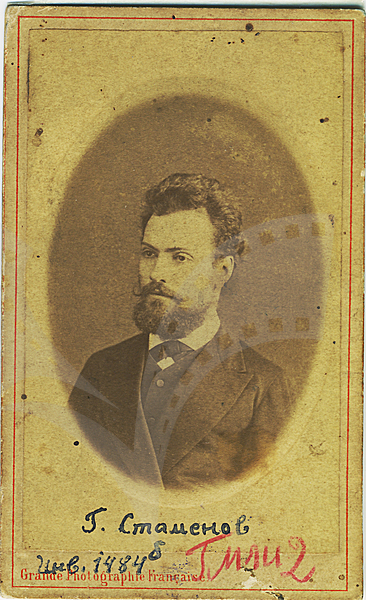
Georgi Stamenow als Student der Universität Moskau (vor 1872)

Georgi Stamenow oder Popstamenow (bulgarisch Георги Стаменов bzw. Попстаменов, bulgarische Schreibweise bis 1945 Георги попъ Стаменовъ Georgi pop Stamenow; * 1845 in Dojran, damals Osmanisches Reich; † 28. Dezember 1926 in Sofia, Bulgarien) war ein bulgarischer Bildungsfunktionär.

## Leben
Georgi Stamenow wurde 1845 im makedonischen Dojran geboren, damals Teil des Osmanischen Reiches. Sein Vater Stamen Duschew war bulgarischer Priester und Aktivist für die Bewahrung der bulgarischen Sprache (→ Bulgarisch-griechischer Kirchenkampf). Pop Stamen Dumschew wurde um 1800 im Dorf Matsukovo bei Gevgelija geboren, zog jedoch nach Dojran, wo er Priester wurde. Der Nachname von Georgi leitet sich daraus ab: Pop=Priester, Stamenow=Sohn von Stamen.
Mit Unterstützung von Dimitar Miladinow, dem Bischof von Dojran Partenij Sografski, dem russischen Konsul in Warna, Alexander Ratschinski und einem Stipendium des Bulgarischen Kuratoriums von Odessa, reiste Georgi Stamenow im Jahr 1859 in das Russische Reich, um dort seine Ausbildung fortzuführen. Er reiste zusammen mit Rajko Schinsifow, Nikola Deliiwanow, Konstantin Stanischew, Andrej Stojanow und weitere, mit denen er seit diesem Zeitpunkt ein enges Verhältnis pflegte. In Odessa angekommen wurde die Gruppe von Nescho Bontschew und Marin Drinow auf die Gymnasialprüfungen vorbereitet, die sie im Anschluss erfolgreich absolvierten. Im Jahr 1862 begann Georgi sein Studium am Theologischen Seminar in Kiew und wechselte im nächsten Jahr an das Zweite Kiewer Gymnasium als staatlicher Stipendiat. Dort schloss er sein Studium im Schuljahr 1867/1868 ab. Im Jahr 1868 schrieb sich Stamenow für das Studium der Philologie an der Historisch-Philologischen Fakultät der Moskauer Universität ein, das er 1872 abschloss. Im selben Jahr begann er, Griechisch zusammen mit Nescho Bontschew am Ersten Moskauer Gymnasium zu unterrichten und nahm die russische Staatsbürgerschaft an.
Während des Russisch-Osmanischen Krieges  (1877–1878) schrieb Georgi Stamenow anti-osmanische Artikel für die slawophilen Zeitschrift "Rus" von Iwan Aksakow. Diese trugen dazu bei, die öffentliche Meinung in Russland zugunsten des Krieges zu beeinflussen.
Nach der Befreiung Bulgariens wurde Georgi Stamenow 1878 auf Einladung von Marin Drinow, der Leiter der Direktion für Bildung und geistliche Angelegenheiten der Provisorischen russischen Verwaltung in Bulgarien war, vorübergehend Leiter einer Abteilung in der Direktion. Im Jahr 1879 wurde er zum ersten Direktor des Klassischen Gymnasiums von Sofia ernannt. Stamenow war zwei Jahre lang Direktor und unterrichtete Latein an der Schule, welche das einzige klassische Gymnasium im Land war (das Männergymnasium Kyrill und Method in Plowdiw befand sich zu diesem Zeitpunkt nominell in der osmanischen Provinz Ostrumelien). Als erster Direktor war er zusammen mit dem Schulinspektor Josif Kowatschew maßgeblich am Aufbau der Strukturen des Gymnasiums, welches in den nächsten Jahren die höchste Bildungsstätte in der bulgarischen Hauptstadt war, zu den renommiertesten in Südosteuropa gehörte und aus dem sich mehrere Universitäten, darunter die Universität von Sofia gründeten. In dieser Zeit veröffentlichte Stemenow mit der Pädagogischen lateinische Grammatik für die Grundschulklassen eines klassischen Gymnasiums (Учебна латинска граматика за употрѣбенье въ първитѣ классове на классическа гимназия, Sofia, 1881) auch eines der ersten bulgarischen Lehrbücher für Latein.
Über ihn schrieb Todor Rajkow, der Stamenow als Lateinlehrer in Sofia erlebte in seinen Memoiren:

„Er ist ein ziemlich junger Mann mit einem kleinen Bart, einem sanften Gesicht, einem klaren Blick, ziemlich lebhaft und beweglich, aber gleichzeitig freundlich und mit einer weichen, samtigen Stimme. Er erhielt seine mittlere und höhere Ausbildung in Russland... seine Sprache hat einen russischen Akzent, oft durchsetzt mit russischen Ausdrücken. Seine Bemerkungen zu uns Schülern sind aufmerksam und freundlich, manchmal sogar herzlich. Oft gibt er uns Ratschläge, wie wir miteinander umgehen sollen und wie wir uns gegenüber anderen verhalten sollten.
Stamenov unterrichtet uns in Latein. Latein ist das wichtigste Fach auf dem Gymnasium: Wir haben es sechs Stunden pro Woche - jeden Tag eine Stunde. Und er kennt die Sprache sehr gut! Wir beginnen zunächst mit der Grammatik, trocken und auf den ersten Blick recht mühsam. Er unterrichtet sie jedoch mit solch einer Geschicklichkeit, dass sie in uns lebhaftes Interesse weckt und wir sie mühelos und sogar mit Begeisterung lernen. Alle Begriffe für die Teile der Rede - Substantive, Adjektive, Verben - sowie die vielen Fälle und Zeiten bezeichnen wir immer auf Latein.“

Nach nur zwei Jahren verließ Stamenow das Sofioter Gymnasium und er ging nach Russland zurück, wo er von 1881 bis 1888 Direktor des bulgarischen Gymnasiums in Bolgrad. Den Direktorposten am ältesten Gymnasium der bulgarischen Aufklärungszeit, der er von Pawel Teodorowitsch übernahm, hatte er sieben Jahre inne, bevor er aus gesundheitlichen Gründen in den Ruhestand ging.
Im Jahr 1905 kehrte er aufgrund seiner finanziellen Schwierigkeiten nach Bulgarien zurück. Im selben Jahr übernahm er die Position als Lehrer für Latein an dem Zweiten Männergymnasium in Sofia. Dort unterrichtete er bis 1909, als er als beurlaubter Lehrer des Klassischen Gymnasiums im Nationalen Ethnographischen Museum in Sofia eingestellt wurde. Am Ende seines Lebens war er Übersetzer von griechischen Texten im selben Museum.
Georgi Stamenow verstarb am 28. Dezember 1926 in Sofia.